# Aura (album de Miles Davis)
Cet article concerne l'album de Miles Davis. Pour l'album de Steve Hillage, voir Aura.
Pour les articles homonymes, voir Aura.
Albums de Miles Davis
Amandla
(1989) Dingo
(1991)
Aura est le titre d'un album-concept de jazz de Miles Davis produit par Palle Mikkelborg, enregistré en 1985 et sorti en 1989.

## Historique
Ce disque fut composé par le Danois Mikkelborg pour Miles Davis et mit quatre années avant d'être sorti par CBS Records. Il fut décidé à l'occasion de la remise du prix Sonning de la musique décerné par le gouvernement danois. Davis fut très fier de ce prix généralement réservé aux prestigieux musiciens classiques, mais aussi très fier de cet album auquel ont participé de grands noms du jazz comme le guitariste John McLaughlin et le contrebassiste Niels-Henning Ørsted Pedersen.
Pour cet album Miles Davis sera lauréat de deux Grammy Award catégorie "Jazz" en 1989 : meilleur solo et meilleure performance instrumentale.

## Musiciens
- Miles Davis (Trompette)
- Vince Wilburn (Batterie électronique)
- Thomas Clausen (en) (Synthétiseur)
- John McLaughlin (Guitare)
- Ole Koch-Hansen (Synthétiseur)
- Bjarne Roupé (Piano)
- Bo Stief (Basse)
- Niels-Henning Ørsted Pedersen (Basse acoustique)
- Lennart Gruvstedt (Batterie)
- Marilyn Mazur (Percussions)
- Ethan Weisgaard (Percussions)
- Niels Eje (Hautbois et cor anglais)
- Lillian Toernqvist (Harpe)
- Eva Thaysen (Chant)

Cuivres : Benny Rosenfeld, Palle Bolvig, Jens Winther, Perry Knudsen, Idress Sulieman, Vincent Nilsson, Jens Engel, Ture Larsen, Ole Kurt Jensen, Axel Windfeld, Jesper Thilo, Per Carsten, Uffe Karstov, Bent Jaedig, Flemming Madsen, Palle Mikkelborg.
Solistes : McLaughlin sur "White", "Orange" et "Violet"; Niels-Henning Ørsted Pedersen : sur "Green" et "Indigo"; Bo Stief sur "Green"; Thomas Clausen sur "Indigo".

## Pistes
1. Intro 5:35
2. White 5:45
3. Yellow 5:40
4. Orange 5:49
5. Red 4:51
6. Green 5:20
7. Blue 5:05
8. Electric Red 5:41
9. Indigo 6: 05
10. Violet 9:05

Toutes les compositions sont de Palle Mikkelborg

## Citation
MILES L'AUTOBIOGRAPHIE.
" La peinture m'aide aussi à faire de la musique. J'attends que Columbia veuille bien sortir "Aura", ce disque fait au Danemark avec la musique de Palle Mikkelborg. Je pense vraiment que c'est un chef-d'œuvre. "
Miles Davis avec Quincy Troupe. Presses de la Renaissance. 1989